# Mycomya sublittoralis
Mycomya sublittoralis är en tvåvingeart som beskrevs av Shaw 1941. Mycomya sublittoralis ingår i släktet Mycomya och familjen svampmyggor. Inga underarter finns listade i Catalogue of Life.